# 센티미터
센티미터(프랑스어: centimètre, 영국 영어: centimetre, 미국 영어: centimeter, 기호: cm)는 SI 기호 cm로, 국제단위계(SI)에서 미터의 100분의 1에 해당하는 길이의 단위이며, 센티-는 ⁠1/100⁠의 인자를 나타내는 SI 접두어이다. 다시 말해, 1 미터는 100 센티미터이다. 센티미터는 현재 폐지된 센티미터-그램-초 (CGS) 단위계에서 길이의 기본 단위였다.
많은 물리량에 대해 밀리- 및 킬로-와 같이 103의 인자에 대한 SI 접두어가 기술자들에게 선호되지만, 센티미터는 많은 일상적인 측정에 유용한 길이 단위로 남아 있다. 예를 들어, 키는 일반적으로 센티미터로 측정된다. 센티미터는 평균 성인 손톱의 너비와 거의 같다.

## 다른 길이 단위와의 등가성
| 1 센티미터 | = 10 밀리미터                                         |
| 1 센티미터 | = 0.01 미터                                           |
| 1 센티미터 | = 0.3937 인치 (1인치에는 정확히 2.54센티미터가 있다.) |

1 밀리리터는 SI 단위계에서 1입방 센티미터로 정의된다.

## 다른 용도
길이 측정 외에도 센티미터는 다음 용도로 사용된다:
- 때때로, 우량계로 측정된 강우량을 보고할 때[4]
- CGS 단위계에서 센티미터는 전기 용량을 측정하는 데 사용되며, 여기서 1 센티미터의 전기 용량 = 1.113×10−12 패럿이다.[5]
- 지도에서 센티미터는 지도 축척을 실제 세계 축척(킬로미터)으로 변환하는 데 사용된다.
- 면적의 이차 모멘트(cm4)를 나타낼 때
- CGS 단위인 카이저의 역수이며, 따라서 비 SI 미터법 파수 단위: 1 카이저 = 센티미터당 1파; 또는 더 일반적으로 (카이저 단위 파수) = 1/(센티미터 단위 파장). 파수의 SI 단위는 역미터, m−1이다.

## 유니코드 기호
중국어, 일본어 및 한국어(CJK) 문자와의 호환성을 위해 유니코드는 다음 기호를 가지고 있다:
- 센티미터 – U+339D ㎝ square cm
- 제곱 센티미터 – U+33A0 ㎠ square cm squared
- 세제곱 센티미터 – U+33A4 ㎤ square cm cubed

이 문자들은 각각 중국어 문자 하나와 같은 크기이며, 일반적으로 동아시아의 고정 폭 CJK 글꼴에서만 사용된다.

## 같이 보기
- 1 E-2 m
- 미터
- SI 단위계
- SI 접두어